# Виссонов, Леонид Николаевич
Леони́д Никола́евич Виссо́нов (23 марта 1876, Алексеевка — 20 июня 1958, Пермь) — советский музыкант и педагог, главный хормейстер Пермского театра оперы и балета в 1941—1958 годах и его музыкальный руководитель в годы Великой Отечественной войны, заслуженный деятель искусств РСФСР (1955).

## Биография
Родился 23 марта 1876 года в селе Алексеевском Томской губернии.
Окончил духовную семинарию, затем — юридический факультет Томского университета (в 1903 году).
Трудовую деятельность начал в 1903 году в Томском окружном суде. В 1904—1922 годах работал контролёром, ревизором и инспектором на железных дорогах. С детства занимался музыкой, учился в музыкальных классах, играл на нескольких музыкальных инструментах, в 1914—1916 годах обучался в Петербургском музыкальном институте, работал регентом в одном из соборов города Томска. Автор нескольких церковных песнопений («От юности моея», «Приидите поклонимся» и «Плотию уснув»). По собственному желанию оставил службу и профессионально занялся музыкой. В 1922—1925 годах был дирижёром-хормейстером томской оперы и новосибирской оперетты. В 1925—1931 годах — заведующий Томским музыкальным техникумом, в котором преподавал в классах оркестровом, хоровом, вокального ансамбля. Вновь по собственному желанию, вернулся в театр. В 1931—1935 годах Леонид Виссонов — дирижёр-хормейстер новосибирской и иркутской оперетты, краевого радиокомитета в Новосибирске.
С 1935 года работал дирижёром-хормейстером Пермского театра оперы и балета, с 1941 года — его главным хормейстером. В сентябре 1941 года, когда в связи с приездом Ленинградского театр оперы и балета имени С. М. Кирова (ныне Мариинский театр) Пермский театр был временно расформирован, Л. Н. Виссонов, стал одним из организаторов оперного ансамбля областного концертно-эстрадного бюро, которому 1 ноября этого же года был возвращен статус театра оперы и балета. В труднейших условиях в городах Пермской области Виссонов работал как хормейстер, дирижёр, руководитель струнного квартета, автор партитур для меняющегося состава оркестра.
Дав около 700 спектаклей и около 300 концертов в рабочих клубах и колхозах, театр в июне 1944 года вернулся в областной центр. Началось доукомплектование труппы и работа под руководством нового директора — Савелия Ходеса и главного дирижёра — Анатолия Людмилина. Виссонов продолжил работу в должности главного хормейстера, обеспечивая деятельность хора и дирижируя, в случае необходимости, оперными спектаклями. Был награждён орденом «Знак Почёта» (1946), медалью «За доблестный труд в Великой Отечественной войне 1941—1945 гг.» (1945).
Умер 20 июня 1958 года в Перми. Похоронен на Егошихинском кладбище города.